# Liste des accidents ferroviaires en France dans les années 1840

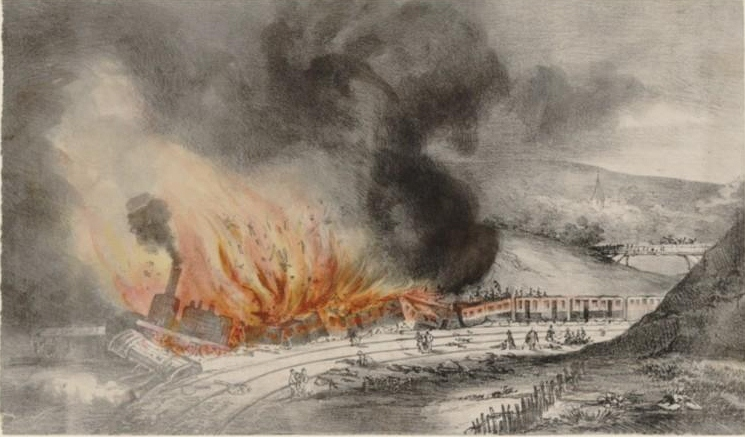
La catastrophe de Meudon sur le chemin de fer de Versailles Rive gauche. Estampe.

La liste des accidents ferroviaires en France dans les années 1840, est une liste non exhaustive, chronologique par années.

## 1842
- 8 mai 1842 - Meudon : sur la ligne de Paris à Versailles, déraillement et incendie d'un train en double traction par suite d'une rupture d'essieu de sa première locomotive. À l’époque les portes étaient fermées à clé par les chefs de trains, d’où un terrible bilan : 57 morts. Dès lors les portes durent rester déverrouillées en marche. Parmi les victimes se trouvaient l'amiral Dumont d'Urville et sa famille[1]. Dès le début de l'instruction de l'affaire par la justice, les administrateurs de la Compagnie seront mis hors de cause. Au terme d'un long procès ouvert le 22 novembre 1842[2], au cours duquel un avocat de la défense plaidera que la catastrophe était « un malheur, mais non un délit »[3], le tribunal correctionnel de Paris, dans un jugement du 10 décembre 1842, exonérera de toute responsabilité pénale les six cadres administratifs et techniques poursuivis pour homicide par imprudence en considérant qu'ils ne pouvaient être incriminés ni pour l'état du matériel ni pour la vitesse excessive du convoi, et rejettera par conséquent les demandes d'indemnisation des victimes[4].

## 1844
- 21 juillet 1844 - Sur le chemin de fer de Paris à Versailles, vers 21 heures, un train en double traction de matériel vide venant de Paris rattrape et tamponne dans la tranchée de Viroflay celui parti dix-sept minutes plus tôt. L'accident fait un mort et deux blessés graves[5]. Six mois plus tard, le tribunal correctionnel de Versailles exonérera de toute responsabilité un des deux mécaniciens, resté à son poste et blessé lors de l'accident, mais condamnera l'autre à quinze jours de prison et seize francs d'amende pour avoir abandonné son poste en sautant de sa machine avant la collision. Une peine plus lourde (vingt jours de prison et 100 francs d'amende) sera prononcée contre Jules Petiet[6], l'ingénieur responsable du trafic pour n'avoir pas respecté l'intervalle réglementaire de 25 minutes entre deux circulations[7]. Le journal Le Siècle estimait que «cette cruelle expérience doit faire songer sérieusement à mettre un terme à la périlleuse concurrence des deux lignes de Versailles», et invitait le gouvernement à intervenir à cet effet[8].
- 29 juillet 1844 - Sur le chemin de fer de Montpellier à Cette, à 6 heures 15, peu avant la station de Villeneuve-lès-Maguelone, un train pour Cette est aiguillé par erreur sur une voie de garage où il percute des wagons à l'arrêt. Après rupture des attelages, ses voitures déraillent et dévalent le remblai. L'accident fait trois morts et quatre blessés[9].
- 15 décembre 1844 - sur la ligne de Paris à Versailles, vers 13 heures, la barre rompue de l'attelage d'une voiture se fiche dans le ballast et fait dérailler la suite du convoi. Un conducteur[10] est tué, cinq voyageurs sont blessés[11].

## 1845
- 11 septembre 1845 - Sur le chemin de fer de Saint-Étienne à Lyon, l'explosion de la chaudière de la locomotive d'un train de marchandises tue le chauffeur et l'aide d'une machine stationnant sur une voie parallèle et fait également trois blessés[12].
- 13 décembre 1845 - Sur le chemin de fer de Paris à Orléans, en gare de Saint-Michel-sur-Orge, un convoi de marchandises à l'arrêt pour prendre de l'eau est rattrapé et percuté par le train le dédoublant, conduit par un mécanicien novice. Dans le choc, un inspecteur censé superviser la conduite du débutant est tué[13].

## 1846
- 17 février 1846 - Sur le chemin de fer de Saint-Étienne à Lyon, à la Gare de Rive-de-Gier, un enfant de neuf ans envoyé par sa mère sur les voies ramasser des débris de charbon est écrasé par un wagon en manœuvre[14].
- 1er mars 1846 - Sur le chemin de fer de Saint-Étienne à Lyon, la locomotive d'un train parti à midi de Saint-Étienne pour Lyon avec environ 200 voyageurs tombe en panne près de Vernaison. Deux dépêches simultanées demandent alors un engin de secours à Lyon et Givors. Parvenu plus vite sur place, celui envoyé de Givors repart avec le convoi, mais à quinze heures trente, dans la plaine d'Yvours à Irigny, heurte de face la seconde locomotive de secours arrivant de Lyon sur la même voie. Les mécaniciens et chauffeurs sautent avant le choc, mais lors de la collision, les voitures se télescopent et s'entassent les unes sur les autres[15]. On en tirera un nombre de victimes variant, selon les sources, de neuf à dix huit morts et quarante cinq à quarante huit huit blessés[16]. Venant après celui de Meudon, cet accident contribuera à alimenter, à la fois à l'Académie des sciences[17] et au Parlement[18], le débat sur les dangers des chemins de fer et la nécessité de leur réglementation.

- 21 mars 1846 - Sur la ligne de Paris à Rouen, vers huit heures, le train spécial parti de Paris à six heures quinze pour emmener à Rouen des députés devant prendre le bateau du Havre débouche à grande vitesse du tunnel de Rolleboise et ne peut stopper à temps aux signaux d'arrêt faits par les agents de la gare de Bonnières. Il heurte alors un truck sur lequel vient d'être chargée la diligence de Falaise, manœuvré en vue de son adjonction au train de Paris. Des vingt-deux passagers de la diligence, trois sont tués, et une quinzaine blessés, dont trois gravement. Ce premier accident mortel survenu sur la ligne de la Compagnie du chemin de fer de Paris à Rouen donnera lieu à des poursuites judiciaires contre le directeur de l'exploitation, le chef de gare de Bonnières, et le mécanicien anglais de la locomotive, qui seront condamnés à de simples peines d'amende par le tribunal correctionnel de Mantes le 4 juin 1846. Saisi en appel par le ministère public, le tribunal de Versailles ajoutera des peines de dix et cinq jours de prison pour les deux premiers[19].
- 22 avril 1846 - Sur la ligne de Montpellier à Cette, en gare de Montpellier, une locomotive haut-le-pied dont les freins ne fonctionnent plus depuis la veille percute deux wagons de marchandises, tuant un ouvrier. Trois mois plus tard, ses deux mécaniciens et son chauffeur sont condamnés pour homicide par imprudence à des peines allant de 4 mois de prison à 100 francs d'amende par le Tribunal correctionnel de Montpellier[20].
- 8 juillet 1846 - Sur la ligne de Paris à Lille nouvellement ouverte, à 15 heures 55, environ 8 kilomètres après Arras, un convoi de vingt-huit voitures essentiellement composé de diligences arrimées à des trucks porteurs, tiré par deux locomotives, déraille sur un remblai surplombant un étang. Neuf voitures plongent dans l'eau, profonde de trois à quatre mètres. L'accident fera officiellement quatorze morts, mais d'aucuns estimeront ce bilan sous-évalué. Au terme de multiples péripéties judiciaires, la catastrophe sera attribuée à une vitesse excessive, dont seront tenus pour seuls responsables le cadre auteur des directives l'autorisant et le mécanicien de la machine de tête, qui fixait l'allure.